# Саакян, Владимир Христофорович
Владимир Христофорович Саакян (21 января 1926, Баку — 19 декабря 1984, Москва) — советский морской офицер, вице-адмирал (1976). Начальник штаба Черноморского флота (1973—1974). Начальник Оперативного управления Главного штаба ВМФ СССР.

## Биография
Родился 21 января 1926 года в Баку. В 1947 году окончил Ленинградское военно-морское училище. Службу начал на кораблях Каспийской флотилии. С 1954 года служил на разных должностях на Черноморском флоте, в октябре 1957 −1958 в звании капитана 3-го ранга Саакян командир эсминца Бывалый.
.В 1962 году окончил Ленинградскую военно-морскую академию в Ленинграде. С августа 1968—1970 капитан 1-го ранга Саакян В. Х. командир 21-й бригады противолодочных кораблей. Командовал бригадой на борту противолодочного крейсера «Москва» во время учений «Весна», «Броня» (1969), «Океан» (1970), проведения мореходных испытаний в Средиземном море и в Атлантическом океане. Контр-адмирал (29.04.1970). В 1973 году стал начальником штаба Черноморского флота. Занимался испытаниями ракетных комплексов малых противолодочных кораблей. В 1974 году получил назначение на должность Начальника оперативного управления Главного штаба Военно-морского флота СССР. Вице-адмирал (28.10.1976).
Умер 19 декабря 1984 года в Москве.

## Награды[2]
СССР
- орден «Красного Знамени»,
- орден «Красной Звезды» (1954),
- орден «Красной Звезды» (1956),
- орден «Красной Звезды» (1968),
- орден «Октябрьской Революции» (1974),
- орден «За службу Родине» III степени (1979)
- Медаль «В ознаменование 100-летия со дня рождения Владимира Ильича Ленина» (1970)
- медали

БНР
- орден «9 сентября 1944 года» — III степени (1974)